# 坂本伊久太
坂本 伊久太（さかもと いくた、1887年（明治20年）6月17日 - 1974年（昭和49年）1月26日）は、日本の海軍軍人。最終階級は海軍中将。位階勲等は従三位勲二等。

## 経歴
熊本県出身。1908年（明治41年）11月、海軍兵学校第36期を卒業し、1909年（明治42年）1月に海軍少尉に任官した。「敷島」「秋津洲」各分隊長などを経て、1916年（大正5年）6月に海軍水雷学校高等科学生となった。その後、「薩摩」分隊長、海軍水雷学校教官兼分隊長を経て、1919年（大正8年）12月に海軍大学校甲種第19期学生となり、1920年（大正9年）12月に海軍少佐に進級した。1921年（大正10年）12月に「栗」駆逐艦長に着任し、1922年（大正11年）12月には第1水雷戦隊参謀に転じ、さらに第1艦隊参謀兼連合艦隊参謀、海軍水雷学校教官兼海軍砲術学校教官を歴任した。1924年（大正14年）12月に海軍中佐に進級し、第2水雷戦隊参謀、海軍省教育局局員、第5駆逐隊司令を務めた。
1930年（昭和5年）12月1日、海軍大佐進級と同時に「鬼怒」艦長に着任した。1931年（昭和6年）12月に海軍水雷学校教頭に転じ、1933年（昭和8年）11月に「衣笠」艦長、1935年（昭和10年）11月に呉防備戦隊司令官と歴任した。1936年（昭和11年）11月1日に第3水雷戦隊司令官に着任し、12月1日に第2水雷戦隊司令官に転補されると同時に海軍少将に進級した。1937年（昭和12年）12月に呉警備戦隊司令官に転じ、1938年（昭和13年）4月に佐世保海兵団長を経て、1939年（昭和14年）11月には海軍水雷学校長に着任し、1940年（昭和15年）11月に海軍中将に進級した。1941年（昭和16年）9月1日に鎮海要港部司令官に親補され、同年11月20日に鎮海要港部が鎮海警備府に改編されたことにより、同日より鎮海警備府司令長官となった。1942年（昭和17年）9月15日に軍令部出仕となり、12月15日に待命、12月21日に予備役に編入された。
1947年（昭和22年）11月28日、公職追放仮指定を受けた。

## 年譜
- 1908年（明治41年）11月21日 - 海軍兵学校卒業、宗谷乗組[2]
- 1909年（明治42年）8月2日 - 鹿島乗組[2]
- 1910年（明治43年）
  - 1月15日 - 海軍少尉[2]
  - 12月15日 - 海軍砲術学校普通科学生[2]
- 1911年（明治44年）
  - 4月20日 - 海軍水雷学校普通科学生[2]
  - 8月4日 - 佐世保海兵団附[2]
  - 12月1日 - 海軍中尉[2]
- 1912年（明治45年）4月24日 - 第15艇隊附[2]
- 1913年（大正2年）12月1日 - 敷島乗組[2]
- 1914年（大正3年）12月1日 - 海軍大尉、敷島分隊長[2]
- 1915年（大正4年）
  - 3月24日 - 秋津洲分隊長[2]
  - 12月13日 - 海軍大学校乙種学生[2]
- 1916年（大正5年）
  - 6月1日 - 海軍水雷学校高等科学生[2]
  - 12月1日 - 薩摩分隊長[2]
- 1917年（大正6年）12月1日 - 海軍水雷学校教官兼分隊長[2]
- 1919年（大正8年）12月1日 - 海軍大学校甲種学生[2]
- 1920年（大正9年）12月1日 - 海軍少佐[3]
- 1921年（大正10年）12月1日 - 栗駆逐隊長[3]
- 1922年（大正11年）12月1日 - 第1水雷戦隊参謀[3]
- 1922年（大正12年）11月20日 - 第1艦隊参謀兼連合艦隊参謀[3]
- 1923年（大正13年）12月1日 - 海軍水雷学校教官兼海軍砲術学校教官[3]
- 1924年（大正14年）12月1日 - 海軍中佐[3]
- 1925年（大正15年）12月1日 - 第2水雷戦隊参謀[3]
- 1927年（昭和2年）12月1日 - 海軍省教育局局員[3]
- 1929年（昭和4年）11月30日 - 第5駆逐隊司令[3]
- 1930年（昭和5年）12月1日 - 海軍大佐、鬼怒艦長[3]
- 1931年（昭和6年）12月1日 - 海軍水雷学校教頭[3]
- 1933年（昭和8年）11月15日 - 衣笠艦長[3]
- 1934年（昭和9年）11月15日 - 横須賀鎮守府附[3]
- 1935年（昭和10年）11月15日 - 呉防備戦隊司令官[3]
- 1936年（昭和11年）
  - 8月1日 - 第3水雷戦隊司令官[4]
  - 12月1日 - 海軍少将、第2水雷戦隊司令官[3]
- 1937年（昭和12年）12月1日 - 呉警備戦隊司令官[3]
- 1938年（昭和13年）4月20日 - 佐世保海兵団長[3]
- 1939年（昭和14年）11月15日 - 海軍水雷学校校長[3]
- 1940年（昭和15年）11月15日 - 海軍中将[3]
- 1941年（昭和16年）
  - 9月1日 - 鎮海要港部司令官[3]
  - 11月20日 - 鎮海警備府司令長官[3]
- 1942年（昭和17年）
  - 9月15日 - 軍令部出仕[3]
  - 12月15日 - 待命[3]
  - 12月21日 - 予備役[3]